# Michael Lowry

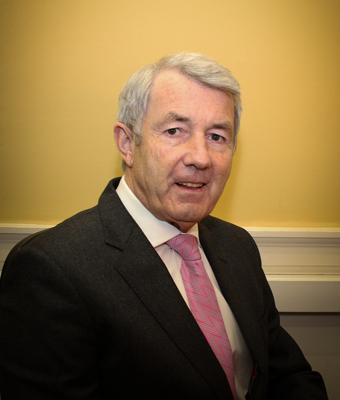
Michael Lowry, 2016

Michael Lowry (irisch Mícheál Ó Labhradha, * 13. März 1954 in Thurles, County Tipperary) ist ein irischer Politiker der Fine Gael, der seit 1997 parteiloser Abgeordneter (Teachta Dála) im Unterhaus (Dáil Éireann) ist.

## Biografie
Lowry, der beruflich als Geschäftsführer von Unternehmen tätig war, begann seine nationale politische Laufbahn als Kandidat der Fine Gael 1987 mit der Wahl zum Abgeordneten des Unterhauses, in dem er nach fünf Wiederwahlen seitdem den Wahlkreis Tipperary North vertritt.
Am 15. Dezember 1994 wurde er nach dem Wahlsieg der Fine Gael von Premierminister (Taoiseach) John Bruton zum Minister für Verkehr, Energie und Kommunikation ernannt. Im Laufe seiner Amtszeit kam es allerdings zu einigen Skandalen, in denen ihm auch die Vorteilsannahme vorgeworfen wurde. Insbesondere wurde ihm vorgeworfen, dass sein Haus in Tipperary mit finanziellen Mitteln der Supermarktkette Dunnes aufwändig erweitert wurde. Hinzu kamen Kontroversen wegen einer Lizenzvergabe an das Telekommunikationsunternehmen BT Ireland, den Plänen zum Dublin Light Rail System sowie der Schließung zahlreicher ländlicher Postämter. Diese Vorwürfe führten dazu, dass Lowry am 30. November 1996 von seinem Amt als Minister zurücktrat.
Nachdem Premierminister Bruton ankündigte, dass Lowry nicht erneut von der Fine Gael für ein Mandat bei den Unterhauswahlen 1997 aufgestellt würde, trat er aus der Partei aus und wurde seitdem als Parteiloser zum Abgeordneten des Dáil gewählt.
In der Folgezeit kam es zu weiteren Ermittlungen wegen Steuerhinterziehung gegen ihn und den früheren Premierminister und Vorsitzenden der Fianna Fáil, Charles J. Haughey, durch das sogenannte Moriarty Tribunal. Es wurde festgestellt, dass die von ihm gegründete Firma Garuda 1,2 Millionen Euro und er selbst 220.000 Euro Steuerschulden zu zahlen hätte. Diese Zahlungen wurden vorgenommen.
Der Untersuchungsausschuss geht allerdings auch 15 Jahre nach seinem Rücktritt weiter. Lowry hofft nun, dass dieser nach dem Regierungswechsel eingestellt wird. 2012 war aber gerichtlich festgestellt worden, dass Lowry Steuerbetrug begangen hat.
Bei den Wahlen 2016 und 2020 konnte er sich im Wahlkreis Tipperary und bei den Wahlen 2024 erneut im Wahlkreis Tipperary North durchsetzen.